# Gonzach
Gonzach ist ein Rotte der Gemeinde Schlaiten. Die Ortschaft liegt hoch über dem Iseltal westlich des Gemeindezentrums im Bezirk Lienz in Tirol, Österreich.

## Geographie
Gonzach liegt zwischen dem Mesnerdorf (Gemeindezentrum von Schlaiten) und der Rotte Plone im Südosten. Es umfasst 15 Hausnummern, wobei sich der Hauptteil der Siedlung um die Hofstellen Außerweberer, Gantschnig, Innerweberer, Rösch, Unterweberer und Zenzer drängt. Nordöstlich davon liegt eine Häusergruppe um die Hofstelle Gruber, von der eine Straße nach Südosten zum Hof Bichler führt. Den nördlichen Abschluss der Siedlung bildet der Hof Eichbichler mit der Kriegerkapelle, der an der Schlaitener Straße (L 289) liegt. Im Süden befinden sich noch mehrere verstreute Gebäude mit den Hofstellen Talmöser und Kraßnig (Innerkrass).

## Geschichte
Gonzach wird urkundlich erst 1862 als Gonza Dorf urkundlich erwähnt. Der Name hat vermutlich denselben Ursprung wie der Ortsteil Gantschach, wurde jedoch erst später eingedeutscht. Die späte urkundliche Erwähnung resultiert vermutlich daraus, dass Ort zuvor immer unter einem anderen Ortsteil subsumiert wurde.
Gonzach bestand 1890 aus acht Häusern und 50 Bewohnern. 1981 umfasste die Ortschaft 15 Gebäude mit 13 Haushalten. Die Einwohnerzahl belief sich auf 84 Personen.